# Vrije Evangelische Gemeenten (Vlaanderen)
De Vrije Evangelische Gemeenten (VEG) is een geloofsgemeenschap van evangelische kerken in Vlaanderen die nauwe contacten onderhoudt met haar zusterorganisatie met dezelfde naam in Nederland. De VEG vormt een koepelorganisatie voor de verder totaal autonome aangesloten 30 gemeenten. Voorzitter is Ko de Nood en secretaris is Peter Bordon, de hoofdzetel van de organisatie is gelegen in Zwijnaarde.

## Aangesloten kerken

### Antwerpen
- Evangelische kerk Hemiksem
- Evangelische kerk Herentals
- Evangelisch centrum Turnhout
- Vrije evangelische kerk Willebroek

### Vlaams-Brabant
- Bethelkerk te Schaarbeek
- Evangelische kerk Dilbeek
- Evangelische kerk Halle
- Evangelische kerk Leuven
- Evangelische kerk Zaventem
- Evangelische kerk Aarschot
- Evangelische kerk Brussel-Jette

### Limburg
- Evangelische kerk Diepenbeek, Kortessem, Bilzen
- Evangelische Kerk Tongeren
- Evangelische Pauluskerk te Genk
- Evangelische kerk De Zaaier te Hasselt
- Evangelische kerk Immanuel te Houthalen

### Oost-Vlaanderen
- Evangelische kerk De Burg te Gent
- Evangelische kerk Geraardsbergen
- Evangelische kerk De Brug te Lokeren
- Evangelische kerk Sint-Niklaas
- Evangelische kerk De Bron te Zwijnaarde
- Evangelische kerk Oudenaarde

### West-Vlaanderen
- Evangelische kerk Brugge
- Evangelische Eben Haezerkerk te De Panne
- Vrije Evangelische Marcuskerk te Ichtegem
- Evangelische kerk Koekelare
- Evangelische kerk De Pottenbakker te Kortrijk
- Evangelische kerk Knokke-Heist
- Evangelische kerk Oostende
- Evangelische kerk Oostrozebeke
- Evangelische kerk Poperinge